# Бове сир Мата
Бове сир Мата (фр. Beauvais-sur-Matha) насеље је и општина у западној Француској у региону Поату-Шарант, у департману Приморски Шарант која припада префектури Сен Жан д'Анжели.
По подацима из 2011. године у општини је живело 682 становника, а густина насељености је износила 54,65 становника/km². Општина се простире на површини од 12,48 km². Налази се на средњој надморској висини од 135 метара (максималној 132 m, а минималној 75 m).

## Демографија
| 1962. | 1968. | 1975. | 1982. | 1990. | 1999. | 2011. |
| ----- | ----- | ----- | ----- | ----- | ----- | ----- |
| 632   | 667   | 715   | 691   | 645   | 619   | 682   |

График промене броја становника у току последњих година